# Gloria Burgos Marabolí
Gloria Alicia Burgos Marabolí (Santiago, 16 de octubre de 1954) es una médica cirujana y política chilena. Entre marzo y agosto de 2018 se desempeñó como subsecretaria de Redes Asistenciales en el Minsal bajo el segundo mandato de Sebastián Piñera.

## Biografía
Es hija de Alonso Burgos Poblete y Alicia del Tránsito Marabolí Corvalán.

### Estudios
Licenciada en medicina por la Pontificia Universidad Católica (PUC) en 1980, título de médico cirujano por la Universidad de Chile en 1980.
Fue becaria en Medicina Interna, Hospital Clínico Universidad de Chile (1981-1984) y Especialista en Medicina Interna, Registro de CONACEM N° 2.900 (1988). Realizó estadía de capacitación en respiratorio, Hospital Clínico Universidad de Chile (1984-1988) y estadía de capacitación en nefrología, Hospital Clínico de la Universidad de Chile (1988- 1991).
Participó del 1.° Seminario Nacional de Acreditación de Hospitales. Departamento de Evaluación y Control, Minsal (1993). Diplomada en Gestión de Instituciones de Salud por el PIAS, Facultad de Economía, Universidad de Chile (1997) con Taller de Planificación, Monitoreo y Evaluación de Servicios de Salud Orientados a la Comunidad. Escuela de Salud Pública y Medicina Comunitaria de Hadassah y la Universidad Hebrea de Jerusalén. Buenos Aires, Argentina (1997).
Master of Health Care Administration and Hospital Management por el Technion Institute de la Universidad de Haifa, Israel (1998). Diplomada en filosofía en 1999 por la Universidad Jesuita Alberto Hurtado y en Ética Social de la misma universidad en 2000.
Magíster en Desarrollo Humano y Ética Social por la Universidad Jesuita Alberto Hurtado, con el trabajo de Tesis: "La descentralización de la gestión como estrategia política en la provisión de los servicios de salud. Un camino para alcanzar la equidad" (2002). Realizó el Curso intensivo de bioética, Centro de Bioética de la Universidad del Desarrollo y Escuela de Salud Pública de Andalucía (2005). Diplomada en teología por la Universidad Jesuita Alberto Hurtado (enero, 2007).

### Carrera profesional
Tiene experiencia en coordinación y dirección de unidades clínicas con énfasis en la promoción de trabajo en equipo, planificación, organización y puesta en marcha de proyectos de desarrollo organizacional basado en el análisis por procesos, en diseño y organización de nuevos modelos de atención en atención sanitaria integral, coordinación de la atención y continuidad de servicios y prestaciones en medicina curativa de especialidades, evaluación de calidad técnica en los procesos de atención médica y sistemas de acreditación institucionales, planificación y coordinación de registros clínicos documentales, informatización de registros clínicos, BSC y GRD.
Se desempeñó como subdirectora médica de la Clínica Dávila entre 1996 y 2003, directora Médica del Hospital Fusat entre 2008-2009, directora médica de la Clínica Bicentenario de la Red Salud de la Cámara Chilena de la Construcción (CChC) entre 2010-2011 y subdirectora del Hospital El Carmen (HEC) de Maipú en 2013. Hasta su marzo de 2018 se desempeñó como directora de posgrado de la Facultad de Medicina de la Universidad Andrés Bello (Unab).
El 11 de marzo de 2018 fue designada por el presidente Sebastián Piñera como subsecretaria de Redes Asistenciales en el Ministerio de Salud. Dejó el cargo el 10 de agosto del mismo año, siendo sucedida por Luis Castillo Fuenzalida.

### Vida personal
Es casada y madre de tres hijos.